# Shelton (Washington)
Shelton è una città degli Stati Uniti d'America, situata nello Stato di Washington e in particolare nella Contea di Mason.